# ヘンリー・シーグレーブ

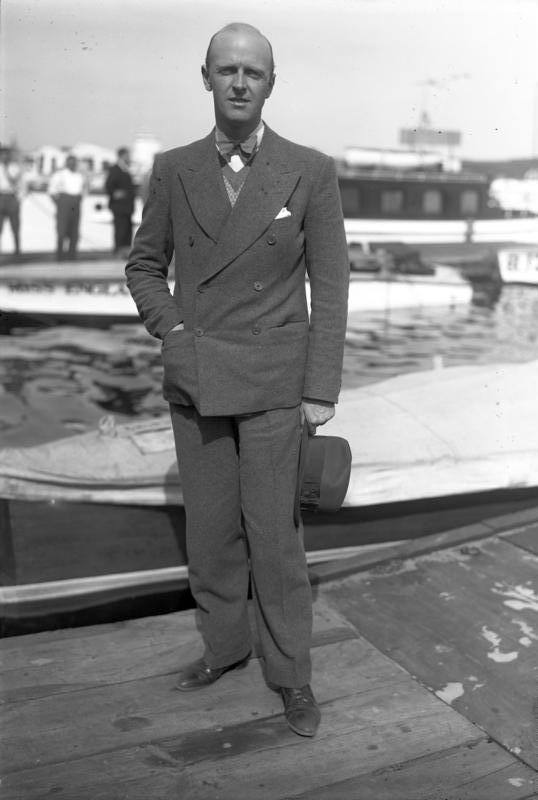
Henry O'Neil de Hane Segrave

ヘンリー・シーグレーブ（Sir Henry O'Neil de Hane Segrave 、1896年9月22日 - 1930年6月13日）はイギリスのレーサーである。

## 人物
3度に渡る、自動車の速度記録と、水上ボートの速度記録を樹立したことで知られる。自動車で時速200マイル（320km/h）を最初に超え、陸上と水上の速度記録の両方を樹立した最初の人物である。1930年に王立自動車クラブは、乗り物の分野で顕著な業績を上げたイギリス人に贈る「シーグレーブ・トロフィー」を設けた。
アメリカ合衆国メリーランド州ボルチモアに、アイルランド人の父親とアメリカ人の母親の間に生まれた。アイルランドで育ち、イギリスのイートン・カレッジで学んだ。1914年にロイヤルウォーリックシャー連隊に従軍し、1916年1月にイギリス航空隊の戦闘機パイロットになった。1915年と1916年に2度負傷し、1919年にイギリス空軍の管理部門に任じられたが、退役しレーサーになった。
シーグレーブは1923年にフランス・グランプリで勝ち、イギリス製の自動車で最初に勝ったドライバーとなった。1924年にサンビームで2勝した後、速度記録に挑戦するためにレースから引退した。
1926年3月21日、イギリスのサウスポートの砂地でサンビーム・タイガー号（Sunbeam Tiger）を駆って152.33 mph（245.149 km/h）の記録を樹立した。この記録はJ.G. Parry-Thomasに破られるまで、約1年世界記録の地位を保った。1927年3月29日1000馬力の（Sunbeam1000）で203.79 mph（327.97 km/h）の記録を樹立し、初めて時速200マイルを超えて、記録保持者に返り咲いた。
1929年3月11日、デイトナビーチにて新しい車ゴールデン・アロー号（Golden Arrow）で231.45 mph（372.46 km/h）の記録を樹立した。

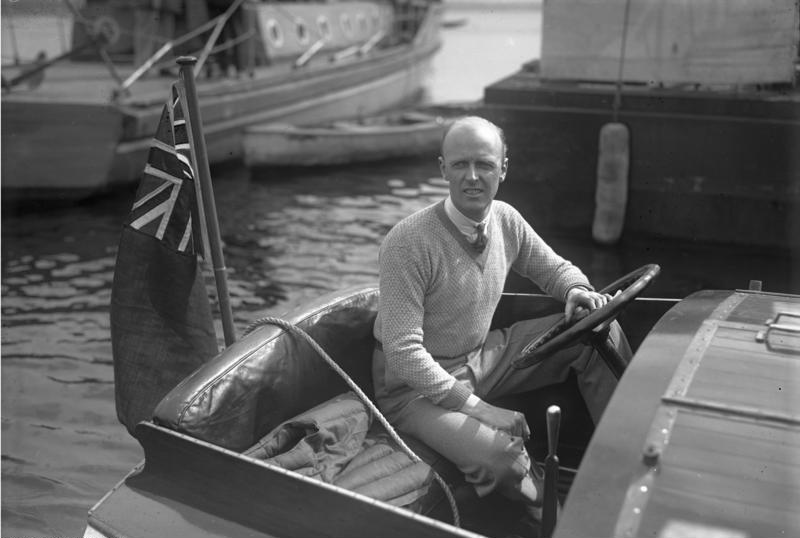
Segrave in 1930

1929年に記録を樹立した後、速度記録を競ったリー・ビブル（Lee Bible）が事故死したこともあって、水上の速度記録に専念するようになった。シーグレーブはガーフィールド・ウッドと競技するためにマイアミに向かった。9年間無敗だったウッドを破り、ナイトの爵位を受けた。
1930年2月13日、競技用ボートのミス・イングランド号で水上の速度記録を樹立した後、事故を起こし、意識不明で病院に運ばれた。病院で意識を取り戻し記録の樹立を知らされたが、程なく肺の出血で没した。
シーグレーブは1920年代に航空への興味を取り戻し、双発単葉のスポーツ機の航空機の設計を行った。木製のモデルはSaro Segrave Meteorとして製造され、金属製の機体はBlackburn Segraveとして3機製造された。

## 著書
- The Lure of Speed(『スピードの魅力』:1928年)

## シーグレーブ・トロフィー受賞者一覧
シーグレーブ・トロフィーSegrave Trophyの受賞者の一覧を示す。
- 1930年： チャールズ・キングスフォード・スミス
- 1931年： バート・ヒンクラー
- 1932年： エミー・ジョンソン
- 1933年： マルコム・キャンベル
- 1934年： Ken Waller
- 1935年： George Eyston
- 1936年： ジーン・バテン
- 1937年： A.E. Clouston
- 1938年： A.T. Goldie Gardner
- 1939年： マルコム・キャンベル、Peter Du Cane
- 1946年： Geoffrey de Havilland, Jr.
- 1947年： John Rhodes Cobb
- 1948年： ジョン・デリー
- 1951年： ジェフ・デューク
- 1953年： ネヴィル・デューク
- 1955年： Donald Malcolm Campbell
- 1956年： ピーター・ツィス
- 1957年： スターリング・モス
- 1958年： Donald Malcolm Campbell
- 1960年： Tom Brooke-Smith
- 1962年： A. W. Bedford
- 1968年： Ken Wallis
- 1969年： ブルース・マクラーレン
- 1970年： Brian Trubshaw
- 1973年： ジャッキー・スチュワート
- 1974年： ジョン・ブラッシュフォード＝スネル
- 1975年： Roger Clark 、 Jim Porter
- 1976年： ピーター・コリンズ
- 1977年： バリー・シーン
- 1978年： ジョン・カニンガム
- 1979年： マイク・ヘイルウッド
- 1980年： Fiona Gore, Countess of Arran
- 1982年： Sandy Woodward
- 1983年： Richard Noble
- 1984年： バリー・シーン
- 1985年： Ken Wallis
- 1986年： リチャード・ブランソン
- 1987年： Eve Jackson
- 1988年： マーティン・ブランドル
- 1989年： Bob Ives 、Joe Ives
- 1990年： Louise Aitken-Walker
- 1991年： Steve Webster
- 1992年： フランク・ウィリアムズ 、ナイジェル・マンセル
- 1993年： ナイジェル・マンセル 、 (シーグレーブ・メダル： エリック・ブロードレイ)
- 1994年： カール・フォガティ
- 1995年： コリン・マクレー
- 1996年： デイモン・ヒル
- 1997年： アンディ・グリーン
- 1998年： Brian Milton (シーグレーブ・メダル：William Brooks)
- 1999年： ジャッキー・スチュワート
- 2000年： ジョイ・ダンロップ
- 2001年： Tim Ellison (シーグレーブ・メダル: Mark Wilkinson)
- 2002年： Steve Curtis (Segrave Certificate of Achievement:Bjørn Rune Gjelsten)
- 2003年： Brian Lecomber
- 2005年： スターリング・モス (シーグレーブ・メダル: モス夫人)
- 2007年： ルイス・ハミルトン
- 2008年： アラン・マクニッシュ
- 2009年： ポール・ボノム